# El Peñón (Cundinamarca)
El Peñón es un municipio colombiano del departamento de Cundinamarca (provincia de Rionegro), a 121 km de Bogotá.

## Toponimia

### Origen lingüístico[5]
- Familia lingüística: Indoeuropea
- Lengua: Latín

### Significado
La palabra peñón proviene del término peña y significa "monte peñascoso". También, peñon-peñol representa la "punta de una vara larga y delgada". Peñon-peñol posiblemente es variación de la voz catalana penó, diminutivo de pena que es "la parte más delgada de una vara muy larga de la que se asegura una vela en las embarcaciones". También se refiere a un "madero redondo de gran diámetro y longitud". También se indica que viene de la voz latina pinna que significa "ala, pluma, almena", "alamena de la muralla", "aleta de pez, ala y pluma gruesa de las aves".

### Origen / Motivación
El nombre se asocia al relieve montañoso por el que se caracteriza el área municipal donde sobresalen algunos altos y cuchillas, accidentes orográficos característicos de la cordillera Oriental de los Andes colombianos.

### Nombres históricos
- El Peñón de Terama (1629)

## Historia
En la época precolombina, el territorio del actual municipio de El Peñón estuvo habitado por los indígenas teramas, que ocupaban la hoya del río Bunque, tributario del río Murca (o río de las piedras verdes). Los teramas estaban dirigidos por el Cacique Terama, que hizo frente a la expedición conquistadora del capitán español Antonio de Toledo en el siglo XVI. 
El 15 de septiembre de 1798 fue nombrado Cura de Terama Alta el sacerdote Cayetano María de Rojas, quien en vista de la pobreza del caserío y el escaso número de vecinos e indios propuso el traslado de la iglesia al sitio de El Peñón, a dos leguas de distancia, donde se construyó iglesia en 1800 y fundó nuevo poblado sin la debida autorización, lo que produjo la protesta de los Teramas y un largo juicio. El vendedor del área de población fue Severino del Busto. El Fiscal protector Mansilla decía el 26 de marzo de 1806 que el 22 de septiembre de 1800 Rojas consiguió esa licencia para movilizar a los vecinos al nuevo sitio. Establecido el Gobierno Republicano en 1819, los vecinos gestionaron su erección en Parroquia de Blancos, que se obtuvo por Decreto eclesiástico de 20 de diciembre de 1822, aprobado por el Poder Ejecutivo el 2 de enero de 1823, quedando en el área de la Provincia de Mariquita por pertenecer a jurisdicción de los colimas.
El Peñón fue oficialmente fundado por Pedro Bustos en 1822 con el nombre de El Peñón de Terama.
El territorio de El Peñón ha estado anexado a La Palma y Yacopí en diferentes periodos; el municipio de Topaipí perteneció a El Peñón hasta mediados del siglo XX.

## Geografía
El municipio de El Peñón se encuentra localizado al noroccidente del departamento de Cundinamarca y pertenece a la provincia de Rionegro, de la cual forman parte también los municipios de Pacho, La Palma, Yacopí, Caparrapí, Paime, Topaipí, Villagómez y San Cayetano.
El Peñón posee un área aproximada de 13.228 Ha; una altitud media de  1.200 metros sobre el nivel del mar, un rango altitudinal entre los 800 m y los 1800 m; se encuentra ubicada entre las coordenadas geográficas 5° 15' de latitud norte y los 74° 30' de longitud oeste.
La cabecera municipal se encuentra a una altitud de 1310 metros sobre el nivel del mar en el piso térmico templado y una temperatura promedio de 21 °C. La población que habita el municipio es de 4796 habitantes de acuerdo con el censo año 2005 del DANE, distribuida en 436 en el área urbana y 4760 en el área rural.

### Límites
| Noroeste: La Palma                      | Norte: Topaipí | Nordeste: Topaipí |
| Oeste: Límites entre La Palma y La Peña |                | Este: Pacho       |
| Suroeste: La Peña y Nimaima             | Sur: Vergara   | Sureste: Pacho    |

### División Político-Administrativa
Además de su cabecera municipal, tiene bajo su jurisdicción los centros poblados Guayabal de Toledo y Talauta.

## Instituciones de educación
- Institución Educativa Departamental Antonio Nariño.
- Institución Educativa Departamental Talauta.

## Turismo
- Alto de Anache
- Centro Recreacional El Peñón
- Iglesia de Santa Bárbara
- Laguna Verde
- Puente Guanacas
- Quebrada Honda
- Poblado de Guayabal de Toledo
- Poblado de Talauta
- La casa de Don Fernando: Es una finca agro-turística ubicada en la vereda Peñoncito.
- Granja Loma Linda: Es una finca turística ubicada en la vereda Teramita.
- Cascada de Angulo
- Restaurante de comidas rápidas Dónde Jhon'k